# Escandalosa (náutica)

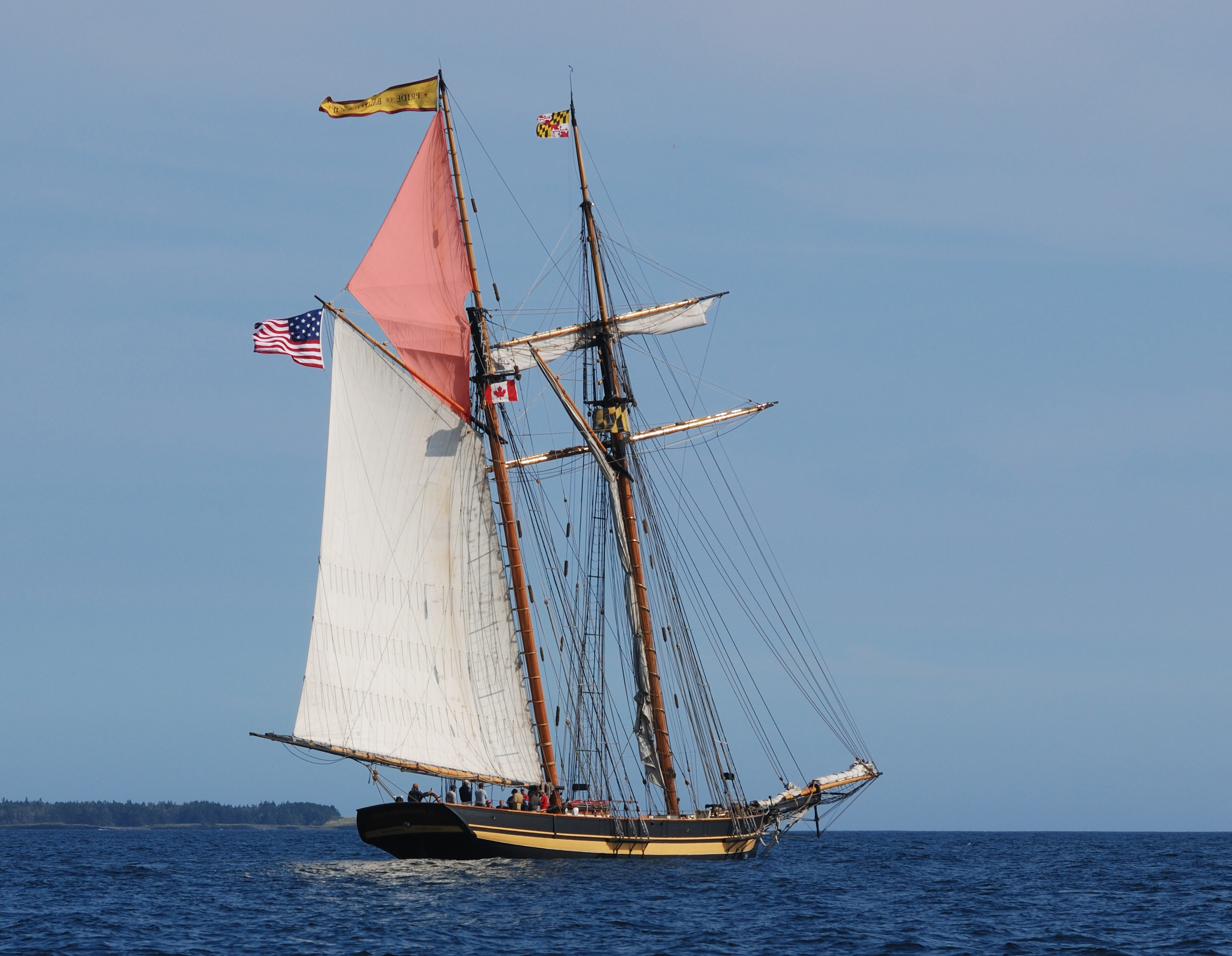
El orgullo de Baltimore con la escandalosa (colorido) izada

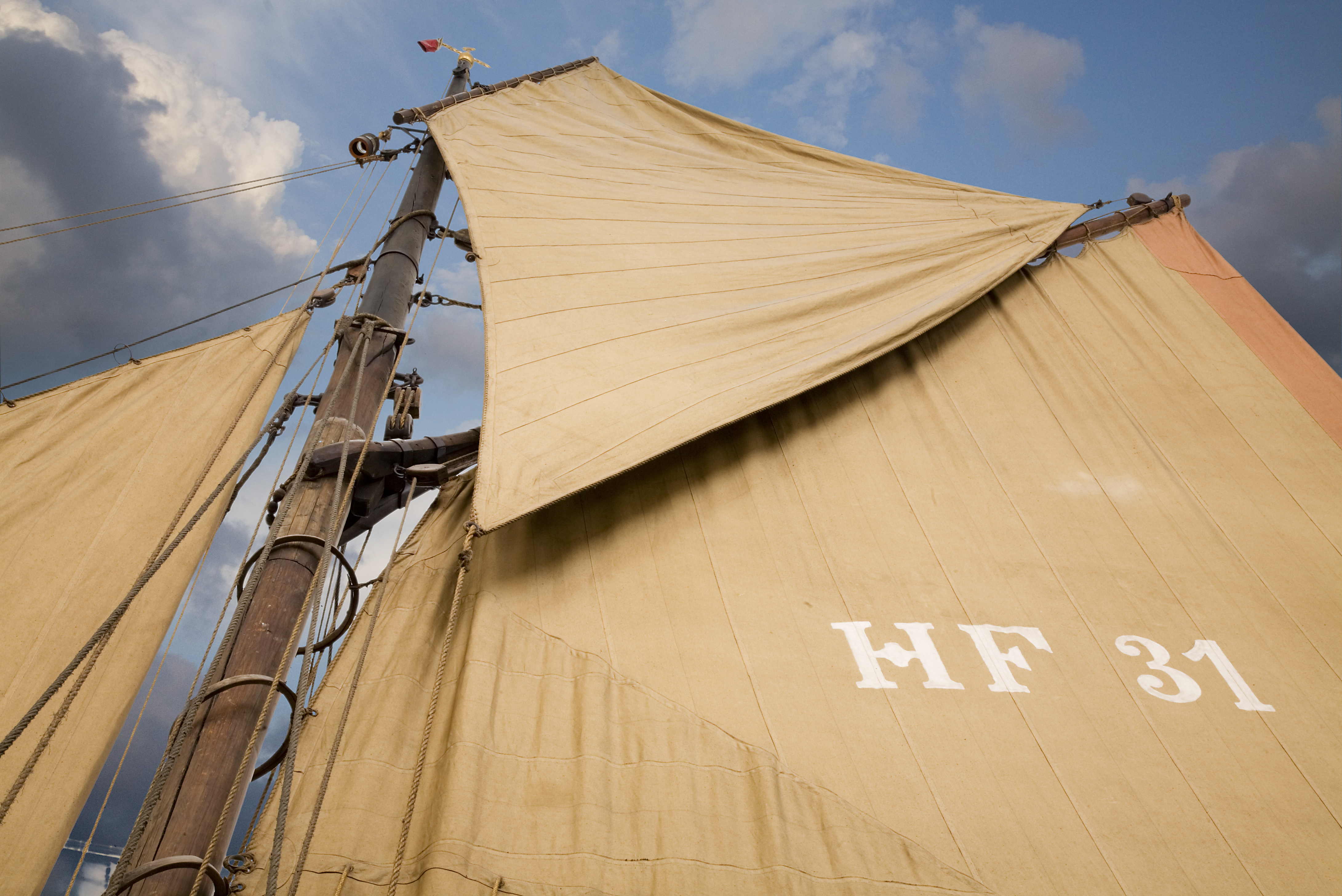
Detalle de una escandalosa trapezoidal

Una escandalosa es una vela de cuchillo, triangular, que se iza por encima de la cangreja. Se sujeta con una driza, dos escotas, dos amuras [A] y uno o dos cargadores. [B] Se sujeta por un lado al pico o antena y por el otro al mástil. Se iza con tiempo favorable para aumentar ligeramente la escora del barco y ganar algo de velocidad. En algunas embarcaciones la escandalosa tiene una forma trapezoidal irregular; entonces la parte inferior se solapa un poco con la cangreja.

## Uso
Izan la escandalosa bricbarcas, goletas, cúteres y queches.